# Бэнси
Бэнси, иногда Кацудо-бэнси или Кацубэн (яп. 活動弁士, 活動弁士, 活弁, рус.   ≈ болтун, говорун) — комментатор, чтец, иногда переводчик, дополнительно поясняющий зрителям действие в немых фильмах. Профессия, свойственная почти исключительно японскому кинематографу, в котором с 1897 до середины 1930-х годов прокат осуществлялся в обязательном сопровождении бэнси. Российский востоковед Александр Куланов в статье, посвящённой этому старому искусству, приводит воспоминания поэта и переводчика Венедикта Марта, побывавшего в начале XX века в японском кинотеатре: 
При оглушительных ударах гонга перед полотном появляется совершенно неизвестный нашему зрителю неизменный персонаж японского кино. Это кинорассказчик, живое либретто кинокартины. Тушится свет и откуда-то из тьмы неугомонно несётся патетическая речь артиста-рассказчика. Параллельно с ходом кинодействия он образно рассказывает его содержание.

## История жанра
История кацубэн, по мнению одной из немногочисленных современных бэнси Мидори Савато, в целом восходит к популярной в Японии декламации и, в частности, к национальному литературному и театральному жанру ракуго. Существовал и «технический» фактор: первые киноленты были очень короткими, во время сеансов возникали паузы, необходимые для перезарядки проекторов. Прокатчики начали заполнять перерывы выступлениями лекторов, которые занимали зрителя популярной, а иногда и научной информацией о технологии кино, его значении. Позже на них стали возлагать объяснение фильмов. Культура и быт Европы, откуда поступали первые картины, были неизвестны и непонятны местному зрителю. Жесты и мимика европейцев в корне отличались от японских традиций: если у первых, например, проявлением любовной страсти во время свидания были пылкие объятия, то у вторых о взаимных чувствах свидетельствовало стыдливое отворачивание друг от друга. Все это нужно донести до зрителей, чтобы избежать непонимания или даже комического эффекта. Постепенно, в стремлении к максимальной натуралистичности, формировались традиции жанра. Бэнси стали интонировать голосом в зависимости от амплуа героя, действия которого они объясняли: для злодеев использовался бас, для героев-любовников — тенор, для героинь — фальцет. В связи с этим роль и статус кацубэнов более и более повышался: они становились актёрами-декламаторами, достигающим иногда высшей степени выразительности. В Японии бэнси были популярны иногда не менее артистов кино, например, Сюнсуй Мацуда и Мидори Савато, комментировавшие и национальные драмы, и европейские комедии, и американские вестерны. На их выступления некоторые зрители готовы были приходить многократно: талантливые комментаторы от сеанса к сеансу оттачивали своё остроумие. Бэнси полностью заменили титры. К 1910 году к прокатной копии каждой ленты стал прилагаться письменный рекомендованный диалог для кацубэнов, но они зачастую его просто игнорировали. Их импровизации серьёзно влияли на кассовый успех картины и даже могли в корне поменять заложенные в неё режиссёрские идеи. При прокате популярных фильмов привлекали несколько бэнси одновременно, тем самым осуществляя многоголосый дубляж персонажей. Последний сеанс эпохи немого кино в Японии в сопровождении кацубэна состоялся в 1937 году.
В настоящее время в Японии осуществляются попытки возрождения старого искусства, хотя во всей стране насчитывается не более 10 кацубэнов. В ряде стран, в том числе и в России, проходят ретроспективы классических японских немых фильмов в сопровождении бэнси.

## Комментарии
1. ↑  А. Куланов сравнивает бэнси с героем Г. Данелия Валико Мизандари (В. Кикабидзе) из фильма «Мимино», который во время киносеанса в далёком горном селе переводит понятными зрителю категориями содержание иностранной картины. Не менее очевидно сходство кацубэнов с героем хозяина иллюзиона Пашкой (Е. Леонов) из фильма А. Митты «Гори, гори, моя звезда»